# Lil Kim Season
Lil Kim Season é a quarta mixtape da rapper americana Lil' Kim, lançado em 28 de Março de 2016 pela I.R.S Records. Depois de seus 4 dias de lançamento, a mixtape ganhou certificado de bronze pelo site de mixtapes Datpiff.com.

## Sobre a mixtape
Desde Maio de de 2015, através de um vídeo, Lil' Kim já estava dando pistas sobre o lançamento de um novo trabalho, possivelmente um novo álbum ou EP juntamente a um Relity Show nomeado "The Queen B Show", dando referencias de artistas como o rapper Puff Daddy, o estilista Alexander McQueen e a socialight Kim Kardashian. Em 7 de Dezembro de 2015, em entrevistas a radio americana "Hot 97", Kim novamente retomou ao assunto sobre o lançamento de um novo álbum, porém, não deixou nada em especifico totalmente. Então, em 24 de Março de 2016, Lil' Kim anunciou pela primeira vez através de suas redes sociais a data de lançamento do projeto, originalmente destinada para 02 de Abril de 2016, mas foi adiantada para 4 dias antes da data prometida. No dia do lançamento, a mixtape foi adiada 3 vezes em horários seguintes no mesmo dia por motivos desconhecidos.
Kimberly fez uma entrevista para a Billboard algumas horas antes de sua mixtape ser lançada, contando a Billboard que ela se afastou das gravação de novas músicas para cuidar de sua filha Royal Reign. "Por um longo tempo, meu foco era a minha bebê", disse ela. "Eu não estava pensando sobre música em tudo, e meu foco estava apenas levantando a minha bebê. Agora que ela está com 19 meses, ela está me motivando a fazer música novamente".
A capa da mixtape contém uma FanMade do rosto de Lil' Kim em  12 de Dezembro de 2015 em apresentação no evento "Boom Bash" na Filadélfia, onde a rapper performou alguns de seus hits como "Magic Stick", "Money,Power, Respect", "The Jump Off", "Quiet Storm", "Crush on You" dentre outros. A arte da capa foi atualizada pelo designer Mac West.

## Singles
- "Mine": Em 03 de Fevereiro de 2016, Kim anunciou através de suas redes sociais um novo single promocional em parceria com Kevin Gates nomeado "#Mine", que foi lançado em 18 de Fevereiro. O single alcançou a #28 posição no "iTunes Top 100 Hip-Hop Songs" passando de canções de outros rappers como "Energy" de Drake, "Blasé" de Ty Dolla $ign, "Phenomenal" de Eminem, "Only" de Nicki Minaj e "WTF (Wher They From)" de Missy Elliott.[3]

- "Did It For Brooklyn": Em 07 de Março de 2016, Kim também divulgou em suas redes sociais um novo single promocional em conjunto do rapper Maino nomeado "I Did It For Brooklyn", poucos dias depois de Foxy Brown receber a chave do bairro de Brooklyn e postado suas fotos agradecendo o premio no Instagram com a hashtag "#MINE". O single foi lançado em 09 de Março, dois dias depois da sua anunciação.

## Recepção crítica
Lil Kim Season recebeu criticas mistas pelos críticos. Jen Yamato um escritor de The Daily Beast escreveu "Se qualquer coisa, Lil Kim Season indica que Kim está com os olhos postos no regresso em grande forma e que ela está coletando colaboradores que pode ajudá-la a alcançá-la". "Ela já está preparando Lil Kim Season 2, mesmo nos dias de hoje ela está flutuando entre as etiquetas sem musicas oficiais, mas ela anunciou planos para lançar seu próximo álbum completo".

## Faixas
| Edição padrão  |                                   |         |  |
| N.º            | Título                            | Duração |  |
| 1.             | "Fountain Bleu"                   | 3:14    |  |
| 2.             | "Cut It" (com TLZ)                | 2:56    |  |
| 3.             | "Blow a Check"                    | 6:06    |  |
| 4.             | "Summer Sixteen"                  | 2:05    |  |
| 5.             | "Diego"                           | 2:56    |  |
| 6.             | "Work"                            | 3:42    |  |
| 7.             | "#Mine" (com Kevin Gates)         | 3:28    |  |
| 8.             | "Did It for Brooklyn" (com Maino) | 3:43    |  |
| 9.             | "Panda" (com Maino, TLZ, Dash)    | 4:30    |  |
| 10.            | "I'm Dat Bitch"                   | 2:09    |  |
| Duração total: | Duração total:                    | 33:29   |  |